# Турбаї
Турбаї́ — село в Україні, у Глобинській міській громаді Кременчуцького району Полтавської області. До 2020 орган місцевого самоврядування — Петрівської сільської ради. Окрім Турбаїв до сільської ради відносилося село Петрівка. Населення села на 1 січня 2011 року становить 161 особу.

## Географія
Село Турбаї знаходиться на лівому березі річки Хорол за 36 км від райцентру та за 40 км від залізничної станції Глобине. Вище за течією за 2,5 км розташоване село Романівка, нижче за течією за 3 км розташоване село Майданівка. Навколо села багато іригаційних каналів.

## Історія
Село Турбаї виникло у 30-40 роках XVII століття і називалось спочатку Ярубазівка, згодом поширилась назва Турбаї.
До 1646 року село Турбаї входило до складу королівських маєтностей, а потім село перейшло у володіння Яреми Вишневецького, хоча офіційно увійшло до складу Остапівської сотні Миргородського полку.
З 1648 року село відпало від володінь Яреми Вишневецького, і вже повноцінно входило до складу Остапівської сотні Миргородського полку.
У 1711 році Данило Апостол виписав турбаївців з козацького реєстру і велів по ревізіях писати їх своїми підданими.
У 1767 році Турбаї переходять у володіння внучки Данила Апостола Катерини Битяговської-Краміної, яка у 1776 році продала їх Базилевським.
19 червня 1789 року турбаївці повстали, побили панів Базилевських. 3 червня 1789 року по червень 1793 року у Турбаях існувало козацьке самоуправління. Після придушення повстання турбаївців виселили у безводні степи Таврії. Село спалили. Назва була заборонена, натомість введено село Скорбне. Назву села Турбаї було відновлено 22 червня 1919 року.
12 червня 2020 року, відповідно до розпорядження Кабінету Міністрів України № 721-р «Про визначення адміністративних центрів та затвердження територій територіальних громад Полтавської області», село увійшло до складу Глобинської міської громади.
19 липня 2020 року, в результаті адміністративно - територіальної реформи та ліквідації Глобинського району, село увійшло до складу новоутвореного Кременчуцького району.

## Населення
Кількість населення у селі змінювалась наступним чином:
| Рік  | Населення |
| ---- | --------- |
| 2001 | 210       |
| 2011 | 161       |

### Мова
Розподіл населення за рідною мовою за даними перепису 2001 року:
| Мова       | Кількість | Відсоток |
| ---------- | --------- | -------- |
| українська | 205       | 97.62%   |
| російська  | 5         | 2.38%    |
| Усього     | 210       | 100%     |

## Економіка
ТОВ НВП «Глобинський м'ясомолочний комплекс» веде будівництво молочно-товарних ферм на 900 корів.

## Інфраструктура
На території села розташовуються:
- Турбаївський фельдшерський пункт
- Історико-краєзнавчий музей

## Пам'ятки
На території села знаходяться:
- пам'ятник 200-річчю Турбаївського повстання (1989)
- пам'ятник льотчикам, що загинули у роки Радянсько-німецької війни.

## Відомі особистості
В поселенні народився:
- Гончаров Юрій Вікторович (* 1947) — український економіст.